# Général Alcazar
Pour les articles homonymes, voir Alcazar et Général Alcazar (homonymie).
Le général Alcazar est un personnage de fiction des Aventures de Tintin, créé par Hergé. Il apparaît pour la première fois dans L'Oreille cassée, sixième album de la série en 1937, et intervient régulièrement tout au long de la série.

## Le personnage dans la série

### Apparitions dans les albums
Le général Alcazar fait son entrée en 1936, lors de la pré-publication de L'Oreille cassée, la sixième aventure de la série, dans Le Petit Vingtième. Dans cette histoire, il mène un coup d'État victorieux et s'empare du pouvoir au San Theodoros, un état fictif d'Amérique du Sud. Tintin, que ses partisans libèrent alors qu'il était sur le point d'être fusillé, devient aussitôt son aide de camp. Leurs réunions se limitent cependant à des parties d'échecs. À deux reprises, Tintin le sauve d'un attentat, mais le général lui retire sa confiance et le condamne à mort sur la base de fausses informations apportées par deux hommes d'affaires, monsieur Chicklet, représentant d'une importante compagnie pétrolière américaine, et Basil Bazaroff, un marchand d'armes. Les deux hommes le poussent également à déclarer la guerre à son voisin, le Nuevo Rico dirigé par le général Mogador, afin de s'approprier les terres du Gran Chapo, un désert limitrophe des deux pays et supposé renfermer des gisements de pétrole.
Le général fait son retour dans Les Sept Boules de cristal sous le nom de Ramon Zarate. Écarté du pouvoir au San Theodoros par son rival le général Tapioca, il s'est reconverti en lanceur de poignards et fait la tournée des music-halls en Europe. Il doit cependant interrompre sa tournée lorsque son partenaire, Chiquito, disparaît mystérieusement. Tintin le croise à nouveau au port de Saint-Nazaire d'où il compte regagner son pays, probablement dans l'intention de reprendre le pouvoir. Bien plus tard, dans Coke en stock, Tintin le retrouve par hasard en pleine rue, à la sortie d'une séance de cinéma. De nouveau déchu, Alcazar est venu acquérir secrètement en Europe de vieux avions nécessaires à la préparation d'un coup d'État. À la fin de l'aventure, la presse mentionne qu'Alcazar est bien parvenu à chasser son éternel rival.
Le général fait sa dernière apparition dans Tintin et les Picaros. Réfugié dans la jungle avec un petit groupe de partisans, les Picaros, il y accueille Tintin, le capitaine Haddock et le professeur Tournesol qui ont réussi à échapper à la surveillance des hommes du général Tapioca. L'assureur Séraphin Lampion et son groupe folklorique de Joyeux Turlurons font une arrivée providentielle : invités par le général Tapioca à participer au carnaval de Tapiocapolis, ils s'égarent dans la jungle et arrivent par hasard chez les Picaros, à bord de leur autocar. Revêtant les costumes des Turlurons pour passer inaperçus, Tintin, Alcazar et les Picaros déclenchent la révolution et contraignent Tapioca à abandonner le pouvoir, sans avoir versé la moindre goutte de sang.

### Identité, apparence physique et caractère
Le général Alcazar incarne l'archétype du révolutionnaire à l'ego surdimensionné, guidé avant tout par son ambition personnelle. Il n'est qu'un « dictateur d'opérette » : son pouvoir est en fait limité puisqu'il est manipulé par les marchands d'armes ou les compagnies pétrolières occidentales et, de fait, dans L'Oreille cassée, il s'occupe à jouer aux échecs en fumant le cigare plutôt qu'à gouverner son pays.
Le général s'exprime avec un accent hispanique très prononcé mais uniquement quand il voyage à l'étranger, ce qui est le cas dans Les Sept Boules de cristal et dans Coke en stock. Doté d'un menton proéminent, bleuté par sa pilosité typiquement sud-américaine, son apparence est très virile. Dans L'Oreille cassée, il porte fièrement l'uniforme.
Mais son caractère est du style soupe au lait. En témoigne son emportement majeur contre Tintin lorsqu'il le condamne à la peine capitale, tandis qu'il retrouve sans la moindre acrimonie son ancien aide de camp, dans Les Sept Boules de cristal.      
Dans Tintin et les Picaros, Alcazar est décrit sans concession. Il est mené à la baguette par sa femme Peggy, dépeinte comme une matrone américaine, autoritaire et exécrable, et son illettrisme transparaît dans la lettre qu'il lui écrit avant de partir effectuer son coup d'État. Dans ses esquisses, Hergé prévoyait une autre atteinte au personnage : Alcazar aurait le crâne dégarni et porterait une perruque, qui devait tomber au cours du récit et être rapportée par Milou. Alcazar est aussi cupide et imbu de lui-même que son rival Tapioca, comme le montre son désir de rebaptiser la capitale « Alcazaropolis ». Il affiche ainsi la même volonté de personnification du régime que son prédécesseur.

### Sources d'inspiration
Le général Alcazar tire son nom du mot espagnol alcázar (lui-même issu de l'arabe, qui l'a emprunté au latin), qui désigne un palais fortifié et qui est parfois attribué à des salles de spectacles.

## Interprétations
Entre 1959 et 1963, la radiodiffusion-télévision française présente un feuilleton radiophonique des Aventures de Tintin de près de 500 épisodes, produit par Nicole Strauss et Jacques Langeais et proposé à l'écoute sur la station France II-Régional. Le général Alcazar est alors interprété par Victor Viry. Dans la série télévisée d'animation Les Aventures de Tintin, réalisée en 1991 en collaboration entre le studio français Ellipse et la société d'animation canadienne Nelvana, le personnage d'Alcazar est doublé par le comédien Michel Gudin.